# Sumner-Tunnel
Der Sumner-Tunnel (engl. Sumner Tunnel, ehem. East Boston Traffic Tunnel) ist ein Straßentunnel in Boston im Bundesstaat Massachusetts der Vereinigten Staaten. Er führt die südliche Fahrtrichtung der Massachusetts Route 1A auf zwei Fahrspuren unter dem Boston Harbor hindurch vom Logan International Airport bis in den Stadtteil North End. Für Fahrzeuge in nördlicher Fahrtrichtung steht der benachbarte Callahan-Tunnel zur Verfügung. Der Tunnel ist nach William H. Sumner, dem Sohn des ehemaligen Gouverneurs Increase Sumner, benannt.

## Geschichte

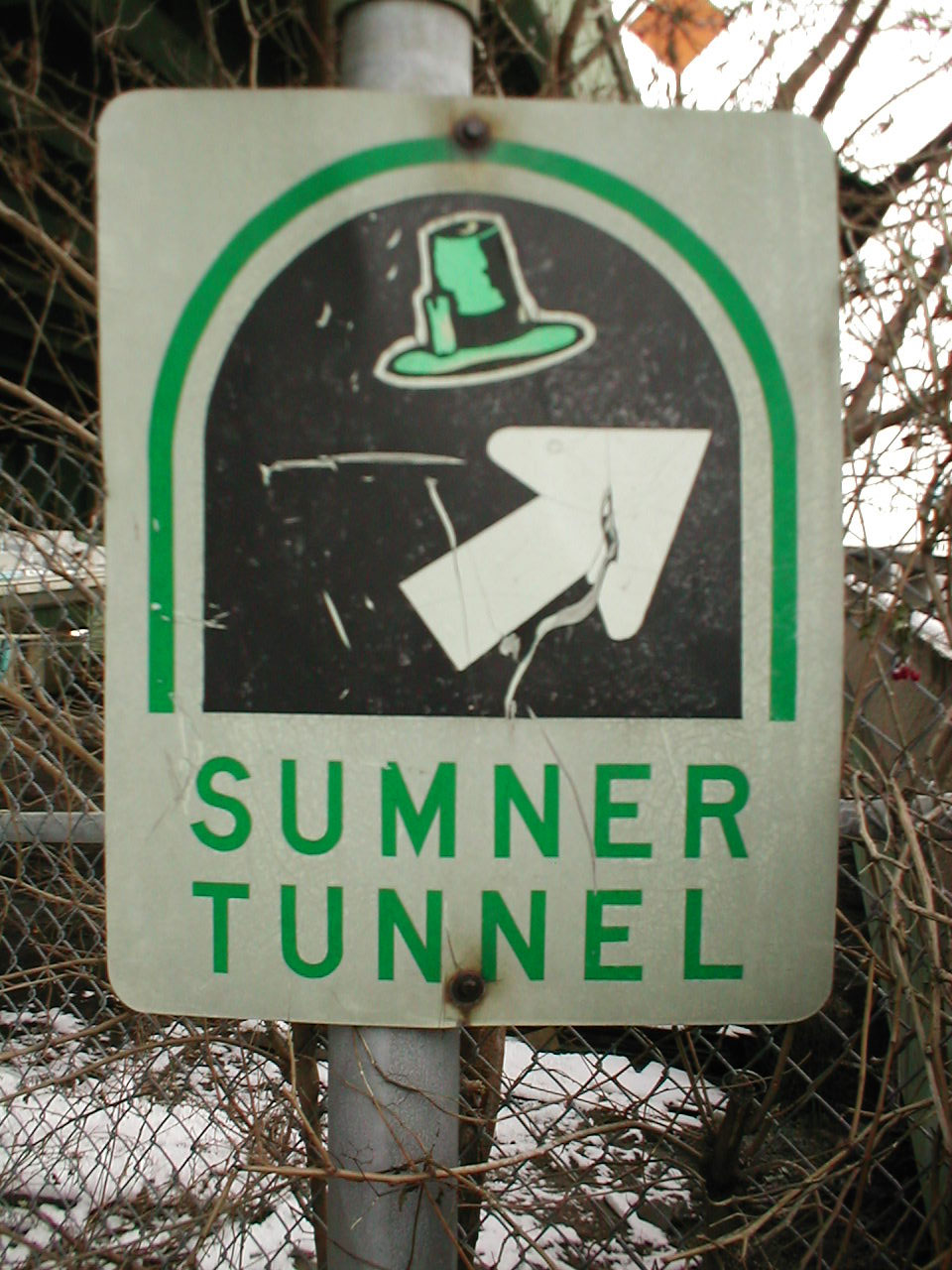
Ein altes Verkehrszeichen des Sumner-Tunnels mit dem Hut des MassPike. Es wird heute nicht mehr verwendet.

Der Tunnel war der erste der drei unter dem Hafenbecken angelegten Tunnel und verfügte bei seiner Inbetriebnahme nur über einen einzigen Ausgang an der Westseite des North End. Bei seiner Eröffnung am 30. Juni 1934 führte der Tunnel den Verkehr zunächst in beide Fahrtrichtungen. 1961 wurde dann der benachbarte und parallel verlaufende Callahan-Tunnel eröffnet, der seitdem den Verkehr in nördlicher Fahrtrichtung führt. Mit dem Abschluss der Arbeiten am Big Dig wurde jedoch eine weitere Ausfahrt hinzugefügt. 
Heute führt daher eine Strecke unter die Interstate 93 und kommt in der Nähe der MBTA-Station Haymarket wieder an die Oberfläche, während die andere den Verkehr direkt auf die I-93 in nördlicher Fahrtrichtung bzw. auf den Storrow Drive lenkt. Fahrzeuge, die auf die I-93 in Richtung Süden bzw. auf den Massachusetts Turnpike in Richtung Westen fahren wollen, werden üblicherweise zum weiter östlich gelegenen Ted-Williams-Tunnel geleitet.

## Mautgebühren
Die Höhe der zu zahlenden Mautgebühr richtet sich nach der Fahrzeugart und dort insbesondere nach der Anzahl der Achsen. Mit Stand 2008 müssen beispielsweise Privatfahrzeuge mit zwei Achsen 3,50 US-Dollar zahlen, während kommerzielle Fahrzeuge gleicher Bauart (bspw. Taxis) 5,25 Dollar bezahlen müssen. Nutzer des E-ZPass sowie registrierte Anwohner erhalten Rabatte. Die Massachusetts Turnpike Authority veröffentlichte 2008 Pläne zur Verdopplung der Maut für kommerzielle Fahrzeuge, welche jedoch später zu Gunsten einer Erhöhung der Umsatzsteuer um 1,25 % zurückgezogen wurden.